# Reet Palm
Reet Palm (russisch Реет Пальм, Rejet Palm; * 14. September 1959 in Tartu) ist eine aus der estnischen SSR stammende ehemalige sowjetische Ruderin.
Palm belegte zusammen mit Jelena Chlopzewa bei den Weltmeisterschaften 1977 den zehnten Platz im Doppelzweier. Bei den Weltmeisterschaften 1978 gewann Palm zusammen mit Jelena Chlopzewa, Olga Wassiltschenko, Nadeschda Kosotschkina und Steuerfrau Nadeschda Tschernyschowa die Bronzemedaille im Doppelvierer hinter den Booten aus Bulgarien und aus der Bundesrepublik Deutschland. Im Jahr darauf belegte der sowjetische Doppelvierer den vierten Platz bei den Weltmeisterschaften 1979.
1978 und 1979 war Reet Palm Sportlerin des Jahres in der Estnischen SSR.